# 帕里皮兰加
帕里皮兰加（葡萄牙語：Paripiranga）是巴西巴伊亚州的一个市镇。总面积388.784平方公里，总人口27002人，人口密度69.5人/平方公里。